# Parapsammophila lateritia
Parapsammophila lateritia là một loài côn trùng cánh màng trong họ Sphecidae, thuộc chi Parapsammophila. Loài này được Taschenberg miêu tả khoa học đầu tiên năm 1869.